# Catherine (série de romans)
Pour les articles homonymes, voir Catherine.
Catherine est une série de sept romans de Juliette Benzoni parus de 1963 à 1978 publiée aux éditions de Trévise, puis eux Le Livre de poche, 1975, 1978,1986 aux  éditions Jean-Claude Lattès 1993, chez Pocket 2002, 2015 et en format l'éditeur numérique 12-21, 2013.

## Romans
- Il suffit d'un amour (2 tomes, 1963)
- Belle Catherine (1966)
- Catherine des grands chemins (1967)
- Catherine et le Temps d'aimer (1968)
- Piège pour Catherine (1973)
- La Dame de Montsalvy (1978)

## Adaptations
- Catherine, il suffit d'un amour par Bernard Borderie en 1969, avec Olga Georges-Picot et Horst Frank.
- Catherine, une série de 60 épisodes réalisée par Marion Sarraut en 1986, avec Claudine Ancelot et Pierre-Marie Escourrou.